# Дарко Дамјановски
Дарко Дамјановски (Гостивар, 15. јул 1981) је македонски репрезентативац у биатлону, и скијашком трчању.
Члан је Скијашког клуба Мирна Долина из Гостивара. Тренер му је Гојко Динески. На значајнијим такмичењима дебитовао је на Европском купу у батлону Obertilliachu. и дисциплини спринт био 101. Најбољи резултат у овој серији постигао је у Банском 2007. када је у спинту и потери освојио 22 место. На Европском првенству у биатлону 2008. у Nové Město na Moravě у Чешкој у дисциплини 20 km појединачно је био 75, а у сприниту 78, а трку штафета екипа у којој је био и Дамјановски није завршио.
У такмичењу за Светски куп у биатлону дебитовао је у Оберхофу 7. јануара 2009. са 112 местом у спринту. На врхунцу сезоне 2008/09 на Светском првенству у биатлону у Pyeongchangу у Јужној Кореји заузео је 96 место појединачно и 97 у спринту.
У скијашком трчању Дамјановски учествује од 2005. У почетку је наступао само у ФИС тркама у алпском купу и балканском купу. У 2006. учествује на Олимпијским играма у Торину у дисциплини скијашког трчања на 15 km класичним стилом заузевши 84 место. Године 2007. учествује у Маврову у оквирз ФИС купа у тркама на 5 и 10 km. Годину дана касније на Првенству македоније у скијашком трчању освојио је сребрну мадаљу иза Александра Миленковића на 5 km слободно, а на 10 km је био четврти.
На војном светском првенству 2008 у Хохфилцену заузео је 60 место на 15 km.
У сезони 2008/09 учествовао је четири пута у такмичењу за Светски куп у скијашком трчању (1 појединачно и 3 пута у спринту), али без запаженијих резултата.
На Зимски олимпијским играма 2010. у Ванкуверу био је члан трочлане македонске екипе, Такмичио се у дисциплини 15 km слободно и заузео 85 место у конкуренцији 96 такмичара из 50 земаља.

## Резултати на Зимским олимпијским играма
| Олимпијске игре | Дисциплина     | Резултат | Резултат  | Резултат           |
| Олимпијске игре | Дисциплина     | Време    | Заостатак | Пласман / учесника |
| --------------- | -------------- | -------- | --------- | ------------------ |
| 2006. Торино    | 15 km слободно | 48:33,7  | 10:32,4   | 84 / 99            |
| 2010. Ванкувер  | 15 km слободно | 41:48,2  | 8:11,9    | 85 /96             |